# Einband-Europameisterschaft 1966

Logo CEB (ausrichtender Verband)

Veranstaltungsort: Krefeld

Die Einband-Europameisterschaft 1966 war das 15. Turnier in dieser Disziplin des Karambolagebillards und fand vom 21. bis zum 24. April 1966 in Krefeld statt. Es war die vierte Einband-Europameisterschaft in Deutschland.

## Geschichte
Noch nie erreichte Leistungen gab es bei dieser Einband-EM in Krefeld. Das zeigte der neue Rekord mit 6,14 im Turnierdurchschnitt. Der neue und alte Meister hieß wieder Raymond Ceulemans. Aber diesmal musste er bei seiner vierten Teilnahme die erste Niederlage einstecken. Gegen den Niederländer Hans Vultink verlor er mit 149:200 in 23 Aufnahmen. In der ersten Partie gegen seinen 22-jährigen Landsmann Ludo Dielis erzielte er mit einer 82er Schlussserie einen neuen Europarekord in der Höchstserie, der aber nur ein paar Stunden hielt. Der ehemalige Profi Jean Marty aus Frankreich, der wieder bei einer EM spielberechtigt war, verbesserte diesen Rekord auf 87 in der Partie gegen den Spanier Ramon Aguilera, die er in elf Aufnahmen beendete. Der GD von Ceulemans und der BED von Marty waren keine neuen Europarekorde, weil Ceulemans bei der Fünfkampf-Weltmeisterschaft schon bessere Leistungen erzielt hatte. Bereits seine vierte Silbermedaille im Einband holte sich Johann Scherz vor Marty, der Dritter wurde. Für den 33-fachen Deutschen Meister   August Tiedtke reichten seine Leistungen nur zu Platz sechs.

## Turniermodus
Hier wurde im Round Robin System bis 200 Punkte gespielt. Es wurde mit Nachstoß gespielt. Damit waren Unentschieden möglich.
Bei MP-Gleichstand wird in folgender Reihenfolge gewertet:
1. MP = Matchpunkte
2. GD = Generaldurchschnitt
3. HS = Höchstserie

## Abschlusstabelle

Königsburg (Krefeld), 1900

| MP    | Match Points (Sieger = 2; Unentschieden = 1; Verlierer = 0) |
| Pkte. | Erzielte Karambolagen                                       |
| Aufn. | Benötigte Versuche                                          |
| GD    | Generaldurchschnitt                                         |
| BED   | Bester Einzeldurchschnitt eines Spielers                    |
| HS    | Höchstserie                                                 |
|       | Bester GD des Turniers                                      |
|       | Bester ED des Turniers                                      |
|       | Beste HS des Turniers                                       |
|       | 1. Platz (Gold)                                             |
|       | 2. Platz (Silber)                                           |
|       | 3. Platz (Bronze)                                           |

| Platz                     | Name              | MP   | Pkte. | Aufn. | GD    | BED   | HS |
| ------------------------- | ----------------- | ---- | ----- | ----- | ----- | ----- | -- |
| 1                         | Raymond Ceulemans | 12:2 | 1347  | 127   | 10,62 | 15,38 | 82 |
| 2                         | Johann Scherz     | 10:4 | 1267  | 156   | 8,12  | 15,38 | 57 |
| 3                         | Jean Marty        | 10:4 | 1248  | 160   | 7,80  | 18,18 | 87 |
| 4                         | Ludo Dielis       | 7:7  | 1275  | 204   | 6,25  | 10,00 | 56 |
| 5                         | Hans Vultink      | 6:8  | 1255  | 209   | 6,00  | 8,69  | 42 |
| 6                         | August Tiedtke    | 4:10 | 826   | 189   | 4,37  | 7,14  | 29 |
| 7                         | Ramon Aguilera    | 4:10 | 820   | 192   | 4,27  | 6,25  | 35 |
| 8                         | Alfredo Alhinho   | 3:11 | 794   | 201   | 3,95  | 5,12  | 28 |
| Turnierdurchschnitt: 6,14 |                   |      |       |       |       |       |    |